# Kvalspelet till världsmästerskapet i fotboll 2006 (Conmebol)
Kvalspelet till världsmästerskapet i fotboll 2006 (CONMEBOL) bestod av totalt tio lag från Sydamerikanska fotbollsfederationen, och spelades under perioden 6 september 2003-12 oktober 2005.
De fyra första lagen kvalade direkt in till VM i Tyskland, medan det femteplacerade laget fick spela ytterligare två kvalmatcher mot ett lag från det Oceaniska kvalspelet.

## Tabell
| Nr | Lag       | S  | V  | O | F  | GM | IM | MS  | P  |
| -- | --------- | -- | -- | - | -- | -- | -- | --- | -- |
| 1  | Brasilien | 18 | 9  | 7 | 2  | 35 | 17 | +18 | 34 |
| 2  | Argentina | 18 | 10 | 4 | 4  | 29 | 17 | +12 | 34 |
| 3  | Ecuador   | 18 | 8  | 4 | 6  | 23 | 19 | +4  | 28 |
| 4  | Paraguay  | 18 | 8  | 4 | 6  | 23 | 23 | 0   | 28 |
| 5  | Uruguay   | 18 | 6  | 7 | 5  | 23 | 28 | −5  | 25 |
| 6  | Colombia  | 18 | 6  | 6 | 6  | 24 | 16 | +8  | 24 |
| 7  | Chile     | 18 | 5  | 7 | 6  | 18 | 22 | −4  | 22 |
| 8  | Venezuela | 18 | 5  | 3 | 10 | 20 | 28 | −8  | 18 |
| 9  | Peru      | 18 | 4  | 6 | 8  | 20 | 28 | −8  | 18 |
| 10 | Bolivia   | 18 | 4  | 2 | 12 | 20 | 37 | −17 | 14 |

| Hemma \ Borta | Argentina | Bolivia | Brasilien | Chile | Colombia | Ecuador | Paraguay | Peru  | Uruguay | Venezuela |
| Argentina     | —         | 3 – 0   | 3 – 1     | 2 – 2 | 1 – 0    | 1 – 0   | 0 – 0    | 2 – 0 | 4 – 2   | 3 – 2     |
| Bolivia       | 1 – 2     | —       | 1 – 1     | 0 – 2 | 4 – 0    | 1 – 2   | 2 – 1    | 1 – 0 | 0 – 0   | 3 – 1     |
| Brasilien     | 3 – 1     | 3 – 1   | —         | 5 – 0 | 0 – 0    | 1 – 0   | 4 – 1    | 1 – 0 | 3 – 3   | 3 – 0     |
| Chile         | 0 – 0     | 3 – 1   | 1 – 1     | —     | 0 – 0    | 0 – 0   | 0 – 1    | 2 – 1 | 1 – 1   | 2 – 1     |
| Colombia      | 1 – 1     | 1 – 0   | 1 – 2     | 1 – 1 | —        | 3 – 0   | 1 – 1    | 5 – 0 | 5 – 0   | 0 – 1     |
| Ecuador       | 2 – 0     | 3 – 2   | 1 – 0     | 2 – 0 | 2 – 1    | —       | 5 – 2    | 0 – 0 | 0 – 0   | 2 – 0     |
| Paraguay      | 1 – 0     | 4 – 1   | 0 – 0     | 2 – 1 | 0 – 1    | 2 – 1   | —        | 1 – 1 | 4 – 1   | 1 – 0     |
| Peru          | 1 – 3     | 4 – 1   | 1 – 1     | 2 – 1 | 0 – 2    | 2 – 2   | 4 – 1    | —     | 0 – 0   | 0 – 0     |
| Uruguay       | 1 – 0     | 5 – 0   | 1 – 1     | 2 – 1 | 3 – 2    | 1 – 0   | 1 – 0    | 1 – 3 | —       | 0 – 3     |
| Venezuela     | 0 – 3     | 2 – 1   | 2 – 5     | 0 – 1 | 0 – 0    | 3 – 1   | 0 – 1    | 4 – 1 | 1 – 1   | —         |

## Resultat

### Omgång 1
|             | 6 september 2003 | Argentina                 | 2 – 2   | Chile                   | El Monumental                                                |                                                              |
| 16:00 UTC–3 | 16:00 UTC–3      | C. González 32′ Aimar 36′ | Rapport | Mirosević 60′ Navia 77′ | Buenos Aires Publik: 35 372 Domare: Ubaldo Aquino (Paraguay) | Buenos Aires Publik: 35 372 Domare: Ubaldo Aquino (Paraguay) |
| 16:00 UTC–3 | 16:00 UTC–3      |                           |         |                         | Buenos Aires Publik: 35 372 Domare: Ubaldo Aquino (Paraguay) | Buenos Aires Publik: 35 372 Domare: Ubaldo Aquino (Paraguay) |
| 16:00 UTC–3 | 16:00 UTC–3      |                           |         |                         | Buenos Aires Publik: 35 372 Domare: Ubaldo Aquino (Paraguay) | Buenos Aires Publik: 35 372 Domare: Ubaldo Aquino (Paraguay) |

|             | 6 september 2003 | Ecuador                 | 2 – 0   | Venezuela | Estadio Olímpico Atahualpa                           |                                                      |
| 16:00 UTC–5 | 16:00 UTC–5      | Espinoza 5′ Tenorio 72′ | Rapport |           | Quito Publik: 14 997 Domare: Rubén Selman (Paraguay) | Quito Publik: 14 997 Domare: Rubén Selman (Paraguay) |
| 16:00 UTC–5 | 16:00 UTC–5      |                         |         |           | Quito Publik: 14 997 Domare: Rubén Selman (Paraguay) | Quito Publik: 14 997 Domare: Rubén Selman (Paraguay) |
| 16:00 UTC–5 | 16:00 UTC–5      |                         |         |           | Quito Publik: 14 997 Domare: Rubén Selman (Paraguay) | Quito Publik: 14 997 Domare: Rubén Selman (Paraguay) |

|             | 6 september 2003 | Peru                                       | 4 – 1   | Paraguay    | Estadio Nacional                                        |                                                         |
| 20:20 UTC–5 | 20:20 UTC–5      | Solano 34′ Mendoza 42′ Soto 83′ Farfán 90′ | Rapport | Gamarra 24′ | Lima Publik: 42 557 Domare: Héctor Baldassi (Argentina) | Lima Publik: 42 557 Domare: Héctor Baldassi (Argentina) |
| 20:20 UTC–5 | 20:20 UTC–5      |                                            |         |             | Lima Publik: 42 557 Domare: Héctor Baldassi (Argentina) | Lima Publik: 42 557 Domare: Héctor Baldassi (Argentina) |
| 20:20 UTC–5 | 20:20 UTC–5      |                                            |         |             | Lima Publik: 42 557 Domare: Héctor Baldassi (Argentina) | Lima Publik: 42 557 Domare: Héctor Baldassi (Argentina) |

|             | 7 september 2003 | Uruguay                                             | 5 – 0   | Bolivia | Estadio Centenario                                        |                                                           |
| 16:00 UTC–3 | 16:00 UTC–3      | Forlán 17′ Chevantón 40′, 61′ Abeijón 83′ Bueno 88′ | Rapport |         | Montevideo Publik: 39 253 Domare: Gilberto Hidalgo (Peru) | Montevideo Publik: 39 253 Domare: Gilberto Hidalgo (Peru) |
| 16:00 UTC–3 | 16:00 UTC–3      |                                                     |         |         | Montevideo Publik: 39 253 Domare: Gilberto Hidalgo (Peru) | Montevideo Publik: 39 253 Domare: Gilberto Hidalgo (Peru) |
| 16:00 UTC–3 | 16:00 UTC–3      |                                                     |         |         | Montevideo Publik: 39 253 Domare: Gilberto Hidalgo (Peru) | Montevideo Publik: 39 253 Domare: Gilberto Hidalgo (Peru) |

|             | 7 september 2003 | Colombia  | 1 – 2   | Brasilien            | Estadio Metropolitano Roberto Meléndez                           |                                                                  |
| 16:15 UTC–5 | 16:15 UTC–5      | Ángel 38′ | Rapport | Ronaldo 22′ Kaká 61′ | Barranquilla Publik: 55 000 Domare: Horacio Elizondo (Argentina) | Barranquilla Publik: 55 000 Domare: Horacio Elizondo (Argentina) |
| 16:15 UTC–5 | 16:15 UTC–5      |           |         |                      | Barranquilla Publik: 55 000 Domare: Horacio Elizondo (Argentina) | Barranquilla Publik: 55 000 Domare: Horacio Elizondo (Argentina) |
| 16:15 UTC–5 | 16:15 UTC–5      |           |         |                      | Barranquilla Publik: 55 000 Domare: Horacio Elizondo (Argentina) | Barranquilla Publik: 55 000 Domare: Horacio Elizondo (Argentina) |

### Omgång 2
|             | 9 september 2003 | Venezuela | 0 – 3   | Argentina                       | Estadio Olímpico                                        |                                                         |
| 19:00 UTC–4 | 19:00 UTC–4      |           | Rapport | Aimar 7′ Crespo 25′ Delgado 32′ | Caracas Publik: 24 783 Domare: Martín Vázquez (Uruguay) | Caracas Publik: 24 783 Domare: Martín Vázquez (Uruguay) |
| 19:00 UTC–4 | 19:00 UTC–4      |           |         |                                 | Caracas Publik: 24 783 Domare: Martín Vázquez (Uruguay) | Caracas Publik: 24 783 Domare: Martín Vázquez (Uruguay) |
| 19:00 UTC–4 | 19:00 UTC–4      |           |         |                                 | Caracas Publik: 24 783 Domare: Martín Vázquez (Uruguay) | Caracas Publik: 24 783 Domare: Martín Vázquez (Uruguay) |

|             | 9 september 2003 | Chile                      | 2 – 1   | Peru        | Estadio Nacional                                           |                                                            |
| 21:10 UTC–4 | 21:10 UTC–4      | Pinilla 35′ Norambuena 70′ | Rapport | Mendoza 57′ | Santiago Publik: 54 303 Domare: Daniel Giménez (Argentina) | Santiago Publik: 54 303 Domare: Daniel Giménez (Argentina) |
| 21:10 UTC–4 | 21:10 UTC–4      |                            |         |             | Santiago Publik: 54 303 Domare: Daniel Giménez (Argentina) | Santiago Publik: 54 303 Domare: Daniel Giménez (Argentina) |
| 21:10 UTC–4 | 21:10 UTC–4      |                            |         |             | Santiago Publik: 54 303 Domare: Daniel Giménez (Argentina) | Santiago Publik: 54 303 Domare: Daniel Giménez (Argentina) |

|             | 10 september 2003 | Bolivia                                    | 4 – 0   | Colombia | Estadio Hernando Siles                                            |                                                                   |
| 16:00 UTC–4 | 16:00 UTC–4       | Baldivieso 11′ (str.) Botero 27′, 49′, 59′ | Rapport |          | La Paz Publik: 23 200 Domare: Paulo César de Oliveira (Brasilien) | La Paz Publik: 23 200 Domare: Paulo César de Oliveira (Brasilien) |
| 16:00 UTC–4 | 16:00 UTC–4       |                                            |         |          | La Paz Publik: 23 200 Domare: Paulo César de Oliveira (Brasilien) | La Paz Publik: 23 200 Domare: Paulo César de Oliveira (Brasilien) |
| 16:00 UTC–4 | 16:00 UTC–4       |                                            |         |          | La Paz Publik: 23 200 Domare: Paulo César de Oliveira (Brasilien) | La Paz Publik: 23 200 Domare: Paulo César de Oliveira (Brasilien) |

|             | 10 september 2003 | Paraguay                          | 4 – 1   | Uruguay       | Estadio Defensores del Chaco                          |                                                       |
| 19:00 UTC–4 | 19:00 UTC–4       | Cardozo 26′, 58′, 72′ Paredes 53′ | Rapport | Chevantón 24′ | Asunción Publik: 15 000 Domare: Óscar Ruiz (Colombia) | Asunción Publik: 15 000 Domare: Óscar Ruiz (Colombia) |
| 19:00 UTC–4 | 19:00 UTC–4       |                                   |         |               | Asunción Publik: 15 000 Domare: Óscar Ruiz (Colombia) | Asunción Publik: 15 000 Domare: Óscar Ruiz (Colombia) |
| 19:00 UTC–4 | 19:00 UTC–4       |                                   |         |               | Asunción Publik: 15 000 Domare: Óscar Ruiz (Colombia) | Asunción Publik: 15 000 Domare: Óscar Ruiz (Colombia) |

|             | 10 september 2003 | Brasilien      | 1 – 0   | Ecuador | Vivaldão                                                 |                                                          |
| 20:45 UTC–4 | 20:45 UTC–4       | Ronaldinho 13′ | Rapport |         | Manaus Publik: 36 601 Domare: Luis Solórzano (Venezuela) | Manaus Publik: 36 601 Domare: Luis Solórzano (Venezuela) |
| 20:45 UTC–4 | 20:45 UTC–4       |                |         |         | Manaus Publik: 36 601 Domare: Luis Solórzano (Venezuela) | Manaus Publik: 36 601 Domare: Luis Solórzano (Venezuela) |
| 20:45 UTC–4 | 20:45 UTC–4       |                |         |         | Manaus Publik: 36 601 Domare: Luis Solórzano (Venezuela) | Manaus Publik: 36 601 Domare: Luis Solórzano (Venezuela) |

### Omgång 3
|             | 15 november 2003 | Uruguay                  | 2 – 1   | Chile        | Estadio Centenario                                           |                                                              |
| 15:00 UTC–3 | 15:00 UTC–3      | Chevantón 31′ Romero 49′ | Rapport | Meléndez 21′ | Montevideo Publik: 60 000 Domare: Claudio Martín (Argentina) | Montevideo Publik: 60 000 Domare: Claudio Martín (Argentina) |
| 15:00 UTC–3 | 15:00 UTC–3      |                          |         |              | Montevideo Publik: 60 000 Domare: Claudio Martín (Argentina) | Montevideo Publik: 60 000 Domare: Claudio Martín (Argentina) |
| 15:00 UTC–3 | 15:00 UTC–3      |                          |         |              | Montevideo Publik: 60 000 Domare: Claudio Martín (Argentina) | Montevideo Publik: 60 000 Domare: Claudio Martín (Argentina) |

|             | 15 november 2003 | Colombia | 0 – 1   | Venezuela | Estadio Metropolitano Roberto Meléndez                        |                                                               |
| 16:00 UTC–5 | 16:00 UTC–5      |          | Rapport | Arango 9′ | Barranquilla Publik: 20 000 Domare: Carlos Chandía (Paraguay) | Barranquilla Publik: 20 000 Domare: Carlos Chandía (Paraguay) |
| 16:00 UTC–5 | 16:00 UTC–5      |          |         |           | Barranquilla Publik: 20 000 Domare: Carlos Chandía (Paraguay) | Barranquilla Publik: 20 000 Domare: Carlos Chandía (Paraguay) |
| 16:00 UTC–5 | 16:00 UTC–5      |          |         |           | Barranquilla Publik: 20 000 Domare: Carlos Chandía (Paraguay) | Barranquilla Publik: 20 000 Domare: Carlos Chandía (Paraguay) |

|             | 15 november 2003 | Paraguay                   | 2 – 1   | Ecuador    | Estadio Defensores del Chaco                                   |                                                                |
| 19:20 UTC–3 | 19:20 UTC–3      | Santa Cruz 29′ Cardozo 75′ | Rapport | Méndez 58′ | Asunción Publik: 12 000 Domare: Juan Carlos Paniagua (Bolivia) | Asunción Publik: 12 000 Domare: Juan Carlos Paniagua (Bolivia) |
| 19:20 UTC–3 | 19:20 UTC–3      |                            |         |            | Asunción Publik: 12 000 Domare: Juan Carlos Paniagua (Bolivia) | Asunción Publik: 12 000 Domare: Juan Carlos Paniagua (Bolivia) |
| 19:20 UTC–3 | 19:20 UTC–3      |                            |         |            | Asunción Publik: 12 000 Domare: Juan Carlos Paniagua (Bolivia) | Asunción Publik: 12 000 Domare: Juan Carlos Paniagua (Bolivia) |

|             | 15 november 2003 | Argentina                             | 3 – 0   | Bolivia | El Monumental                                               |                                                             |
| 21:30 UTC–3 | 21:30 UTC–3      | D'Alessandro 56′ Crespo 61′ Aimar 63′ | Rapport |         | Buenos Aires Publik: 30 042 Domare: Gilberto Hidalgo (Peru) | Buenos Aires Publik: 30 042 Domare: Gilberto Hidalgo (Peru) |
| 21:30 UTC–3 | 21:30 UTC–3      |                                       |         |         | Buenos Aires Publik: 30 042 Domare: Gilberto Hidalgo (Peru) | Buenos Aires Publik: 30 042 Domare: Gilberto Hidalgo (Peru) |
| 21:30 UTC–3 | 21:30 UTC–3      |                                       |         |         | Buenos Aires Publik: 30 042 Domare: Gilberto Hidalgo (Peru) | Buenos Aires Publik: 30 042 Domare: Gilberto Hidalgo (Peru) |

|             | 16 november 2003 | Peru       | 1 – 1   | Brasilien   | Estadio Monumental "U"                            |                                                   |
| 16:00 UTC–5 | 16:00 UTC–5      | Solano 50′ | Rapport | Rivaldo 20′ | Lima Publik: 70 000 Domare: Óscar Ruiz (Colombia) | Lima Publik: 70 000 Domare: Óscar Ruiz (Colombia) |
| 16:00 UTC–5 | 16:00 UTC–5      |            |         |             | Lima Publik: 70 000 Domare: Óscar Ruiz (Colombia) | Lima Publik: 70 000 Domare: Óscar Ruiz (Colombia) |
| 16:00 UTC–5 | 16:00 UTC–5      |            |         |             | Lima Publik: 70 000 Domare: Óscar Ruiz (Colombia) | Lima Publik: 70 000 Domare: Óscar Ruiz (Colombia) |

### Omgång 4
|             | 18 november 2003 | Venezuela            | 2 – 1   | Bolivia    | Estadio José Pachencho Romero                               |                                                             |
| 19:00 UTC–4 | 19:00 UTC–4      | Rey 90′ Arango 90+2′ | Rapport | Botero 60′ | Maracaibo Publik: 30 000 Domare: Mauricio Reinoso (Ecuador) | Maracaibo Publik: 30 000 Domare: Mauricio Reinoso (Ecuador) |
| 19:00 UTC–4 | 19:00 UTC–4      |                      |         |            | Maracaibo Publik: 30 000 Domare: Mauricio Reinoso (Ecuador) | Maracaibo Publik: 30 000 Domare: Mauricio Reinoso (Ecuador) |
| 19:00 UTC–4 | 19:00 UTC–4      |                      |         |            | Maracaibo Publik: 30 000 Domare: Mauricio Reinoso (Ecuador) | Maracaibo Publik: 30 000 Domare: Mauricio Reinoso (Ecuador) |

|             | 18 november 2003 | Chile | 0 – 1   | Paraguay    | Estadio Nacional                                         |                                                          |
| 22:05 UTC–3 | 22:05 UTC–3      |       | Rapport | Paredes 30′ | Santiago Publik: 61 923 Domare: Gustavo Méndez (Uruguay) | Santiago Publik: 61 923 Domare: Gustavo Méndez (Uruguay) |
| 22:05 UTC–3 | 22:05 UTC–3      |       |         |             | Santiago Publik: 61 923 Domare: Gustavo Méndez (Uruguay) | Santiago Publik: 61 923 Domare: Gustavo Méndez (Uruguay) |
| 22:05 UTC–3 | 22:05 UTC–3      |       |         |             | Santiago Publik: 61 923 Domare: Gustavo Méndez (Uruguay) | Santiago Publik: 61 923 Domare: Gustavo Méndez (Uruguay) |

|             | 19 november 2003 | Ecuador | 0 – 0   | Peru | Estadio Olímpico Atahualpa                                |                                                           |
| 17:00 UTC–5 | 17:00 UTC–5      |         | Rapport |      | Quito Publik: 34 361 Domare: Epifanio González (Paraguay) | Quito Publik: 34 361 Domare: Epifanio González (Paraguay) |
| 17:00 UTC–5 | 17:00 UTC–5      |         |         |      | Quito Publik: 34 361 Domare: Epifanio González (Paraguay) | Quito Publik: 34 361 Domare: Epifanio González (Paraguay) |
| 17:00 UTC–5 | 17:00 UTC–5      |         |         |      | Quito Publik: 34 361 Domare: Epifanio González (Paraguay) | Quito Publik: 34 361 Domare: Epifanio González (Paraguay) |

|             | 19 november 2003 | Colombia  | 1 – 1   | Argentina  | Estadio Metropolitano Roberto Meléndez                               |                                                                      |
| 21:00 UTC–5 | 21:00 UTC–5      | Ángel 47′ | Rapport | Crespo 27′ | Barranquilla Publik: 35 034 Domare: Carlos Eugênio Simon (Brasilien) | Barranquilla Publik: 35 034 Domare: Carlos Eugênio Simon (Brasilien) |
| 21:00 UTC–5 | 21:00 UTC–5      |           |         |            | Barranquilla Publik: 35 034 Domare: Carlos Eugênio Simon (Brasilien) | Barranquilla Publik: 35 034 Domare: Carlos Eugênio Simon (Brasilien) |
| 21:00 UTC–5 | 21:00 UTC–5      |           |         |            | Barranquilla Publik: 35 034 Domare: Carlos Eugênio Simon (Brasilien) | Barranquilla Publik: 35 034 Domare: Carlos Eugênio Simon (Brasilien) |

|             | 19 november 2003 | Brasilien                 | 3 – 3   | Uruguay                                   | Pinheirão                                                    |                                                              |
| 21:50 UTC–2 | 21:50 UTC–2      | Kaká 20′ Ronaldo 28′, 87′ | Rapport | Forlán 57′, 76′ Gilberto Silva 78′ (sjm.) | Curitiba Publik: 28 000 Domare: Horacio Elizondo (Argentina) | Curitiba Publik: 28 000 Domare: Horacio Elizondo (Argentina) |
| 21:50 UTC–2 | 21:50 UTC–2      |                           |         |                                           | Curitiba Publik: 28 000 Domare: Horacio Elizondo (Argentina) | Curitiba Publik: 28 000 Domare: Horacio Elizondo (Argentina) |
| 21:50 UTC–2 | 21:50 UTC–2      |                           |         |                                           | Curitiba Publik: 28 000 Domare: Horacio Elizondo (Argentina) | Curitiba Publik: 28 000 Domare: Horacio Elizondo (Argentina) |

### Omgång 5
|             | 30 mars 2004 | Bolivia | 0 – 2   | Chile                          | Estadio Hernando Siles                                   |                                                          |
| 16:00 UTC–4 | 16:00 UTC–4  |         | Rapport | Villarroel 37′ M. González 59′ | La Paz Publik: 40 000 Domare: Claudio Martín (Argentina) | La Paz Publik: 40 000 Domare: Claudio Martín (Argentina) |
| 16:00 UTC–4 | 16:00 UTC–4  |         |         |                                | La Paz Publik: 40 000 Domare: Claudio Martín (Argentina) | La Paz Publik: 40 000 Domare: Claudio Martín (Argentina) |
| 16:00 UTC–4 | 16:00 UTC–4  |         |         |                                | La Paz Publik: 40 000 Domare: Claudio Martín (Argentina) | La Paz Publik: 40 000 Domare: Claudio Martín (Argentina) |

|             | 30 mars 2004 | Argentina  | 1 – 0   | Ecuador | El Monumental                                                |                                                              |
| 20:30 UTC–3 | 20:30 UTC–3  | Crespo 60′ | Rapport |         | Buenos Aires Publik: 55 000 Domare: Martín Vázquez (Uruguay) | Buenos Aires Publik: 55 000 Domare: Martín Vázquez (Uruguay) |
| 20:30 UTC–3 | 20:30 UTC–3  |            |         |         | Buenos Aires Publik: 55 000 Domare: Martín Vázquez (Uruguay) | Buenos Aires Publik: 55 000 Domare: Martín Vázquez (Uruguay) |
| 20:30 UTC–3 | 20:30 UTC–3  |            |         |         | Buenos Aires Publik: 55 000 Domare: Martín Vázquez (Uruguay) | Buenos Aires Publik: 55 000 Domare: Martín Vázquez (Uruguay) |

|             | 31 mars 2004 | Uruguay | 0 – 3   | Venezuela                               | Estadio Centenario                                      |                                                         |
| 19:40 UTC–3 | 19:40 UTC–3  |         | Rapport | Urdaneta 19′ H. González 67′ Arango 77′ | Montevideo Publik: 40 094 Domare: René Ortubé (Bolivia) | Montevideo Publik: 40 094 Domare: René Ortubé (Bolivia) |
| 19:40 UTC–3 | 19:40 UTC–3  |         |         |                                         | Montevideo Publik: 40 094 Domare: René Ortubé (Bolivia) | Montevideo Publik: 40 094 Domare: René Ortubé (Bolivia) |
| 19:40 UTC–3 | 19:40 UTC–3  |         |         |                                         | Montevideo Publik: 40 094 Domare: René Ortubé (Bolivia) | Montevideo Publik: 40 094 Domare: René Ortubé (Bolivia) |

|             | 31 mars 2004 | Peru | 0 – 2   | Colombia                | Estadio Nacional                                                  |                                                                   |
| 21:45 UTC–5 | 21:45 UTC–5  |      | Rapport | Grisales 30′ Oviedo 42′ | Lima Publik: 29 325 Domare: Márcio Rezende de Freitas (Brasilien) | Lima Publik: 29 325 Domare: Márcio Rezende de Freitas (Brasilien) |
| 21:45 UTC–5 | 21:45 UTC–5  |      |         |                         | Lima Publik: 29 325 Domare: Márcio Rezende de Freitas (Brasilien) | Lima Publik: 29 325 Domare: Márcio Rezende de Freitas (Brasilien) |
| 21:45 UTC–5 | 21:45 UTC–5  |      |         |                         | Lima Publik: 29 325 Domare: Márcio Rezende de Freitas (Brasilien) | Lima Publik: 29 325 Domare: Márcio Rezende de Freitas (Brasilien) |

|             | 31 mars 2004 | Paraguay | 0 – 0   | Brasilien | Estadio Defensores del Chaco                          |                                                       |
| 21:45 UTC–3 | 21:45 UTC–3  |          | Rapport |           | Asunción Publik: 40 000 Domare: Óscar Ruiz (Colombia) | Asunción Publik: 40 000 Domare: Óscar Ruiz (Colombia) |
| 21:45 UTC–3 | 21:45 UTC–3  |          |         |           | Asunción Publik: 40 000 Domare: Óscar Ruiz (Colombia) | Asunción Publik: 40 000 Domare: Óscar Ruiz (Colombia) |
| 21:45 UTC–3 | 21:45 UTC–3  |          |         |           | Asunción Publik: 40 000 Domare: Óscar Ruiz (Colombia) | Asunción Publik: 40 000 Domare: Óscar Ruiz (Colombia) |

### Omgång 6
|             | 1 juni 2004 | Bolivia                 | 2 – 1   | Paraguay    | Estadio Hernando Siles                                              |                                                                     |
| 16:00 UTC–4 | 16:00 UTC–4 | Cristaldo 8′ Suárez 72′ | Rapport | Cardozo 33′ | La Paz Publik: 23 013 Domare: Márcio Rezende de Freitas (Brasilien) | La Paz Publik: 23 013 Domare: Márcio Rezende de Freitas (Brasilien) |
| 16:00 UTC–4 | 16:00 UTC–4 |                         |         |             | La Paz Publik: 23 013 Domare: Márcio Rezende de Freitas (Brasilien) | La Paz Publik: 23 013 Domare: Márcio Rezende de Freitas (Brasilien) |
| 16:00 UTC–4 | 16:00 UTC–4 |                         |         |             | La Paz Publik: 23 013 Domare: Márcio Rezende de Freitas (Brasilien) | La Paz Publik: 23 013 Domare: Márcio Rezende de Freitas (Brasilien) |

|             | 1 juni 2004 | Venezuela | 0 – 1   | Chile       | Estadio Polideportivo de Pueblo Nuevo                         |                                                               |
| 19:00 UTC–4 | 19:00 UTC–4 |           | Rapport | Pinilla 83′ | San Cristóbal Publik: 23 040 Domare: Carlos Torres (Paraguay) | San Cristóbal Publik: 23 040 Domare: Carlos Torres (Paraguay) |
| 19:00 UTC–4 | 19:00 UTC–4 |           |         |             | San Cristóbal Publik: 23 040 Domare: Carlos Torres (Paraguay) | San Cristóbal Publik: 23 040 Domare: Carlos Torres (Paraguay) |
| 19:00 UTC–4 | 19:00 UTC–4 |           |         |             | San Cristóbal Publik: 23 040 Domare: Carlos Torres (Paraguay) | San Cristóbal Publik: 23 040 Domare: Carlos Torres (Paraguay) |

|             | 1 juni 2004 | Uruguay    | 1 – 3   | Peru                              | Estadio Centenario                                        |                                                           |
| 21:40 UTC–3 | 21:40 UTC–3 | Forlán 72′ | Rapport | Solano 13′ Pizarro 18′ Farfán 61′ | Montevideo Publik: 30 000 Domare: Rubén Selman (Paraguay) | Montevideo Publik: 30 000 Domare: Rubén Selman (Paraguay) |
| 21:40 UTC–3 | 21:40 UTC–3 |            |         |                                   | Montevideo Publik: 30 000 Domare: Rubén Selman (Paraguay) | Montevideo Publik: 30 000 Domare: Rubén Selman (Paraguay) |
| 21:40 UTC–3 | 21:40 UTC–3 |            |         |                                   | Montevideo Publik: 30 000 Domare: Rubén Selman (Paraguay) | Montevideo Publik: 30 000 Domare: Rubén Selman (Paraguay) |

|             | 2 juni 2004 | Ecuador              | 2 – 1   | Colombia   | Estadio Olímpico Atahualpa                               |                                                          |
| 16:00 UTC–5 | 16:00 UTC–5 | Delgado 3′ Salas 66′ | Rapport | Oviedo 57′ | Quito Publik: 31 484 Domare: Héctor Baldassi (Argentina) | Quito Publik: 31 484 Domare: Héctor Baldassi (Argentina) |
| 16:00 UTC–5 | 16:00 UTC–5 |                      |         |            | Quito Publik: 31 484 Domare: Héctor Baldassi (Argentina) | Quito Publik: 31 484 Domare: Héctor Baldassi (Argentina) |
| 16:00 UTC–5 | 16:00 UTC–5 |                      |         |            | Quito Publik: 31 484 Domare: Héctor Baldassi (Argentina) | Quito Publik: 31 484 Domare: Héctor Baldassi (Argentina) |

|             | 2 juni 2004 | Brasilien                                    | 3 – 1   | Argentina | Mineirão                                                    |                                                             |
| 21:45 UTC–3 | 21:45 UTC–3 | Ronaldo 16′ (str.), 67′ (str.), 90+6′ (str.) | Rapport | Sorín 79′ | Belo Horizonte Publik: 60 000 Domare: Óscar Ruiz (Colombia) | Belo Horizonte Publik: 60 000 Domare: Óscar Ruiz (Colombia) |
| 21:45 UTC–3 | 21:45 UTC–3 |                                              |         |           | Belo Horizonte Publik: 60 000 Domare: Óscar Ruiz (Colombia) | Belo Horizonte Publik: 60 000 Domare: Óscar Ruiz (Colombia) |
| 21:45 UTC–3 | 21:45 UTC–3 |                                              |         |           | Belo Horizonte Publik: 60 000 Domare: Óscar Ruiz (Colombia) | Belo Horizonte Publik: 60 000 Domare: Óscar Ruiz (Colombia) |

### Omgång 7
|             | 5 juni 2004 | Ecuador                                     | 3 – 2   | Bolivia                    | Estadio Olímpico Atahualpa                             |                                                        |
| 16:00 UTC–5 | 16:00 UTC–5 | Soliz 27′ (sjm.) Delgado 32′ de la Cruz 38′ | Rapport | Gutiérrez 57′ Castillo 74′ | Quito Publik: 30 020 Domare: Gustavo Brand (Venezuela) | Quito Publik: 30 020 Domare: Gustavo Brand (Venezuela) |
| 16:00 UTC–5 | 16:00 UTC–5 |                                             |         |                            | Quito Publik: 30 020 Domare: Gustavo Brand (Venezuela) | Quito Publik: 30 020 Domare: Gustavo Brand (Venezuela) |
| 16:00 UTC–5 | 16:00 UTC–5 |                                             |         |                            | Quito Publik: 30 020 Domare: Gustavo Brand (Venezuela) | Quito Publik: 30 020 Domare: Gustavo Brand (Venezuela) |

|             | 6 juni 2004 | Peru | 0 – 0   | Venezuela | Estadio Nacional                                      |                                                       |
| 15:00 UTC–5 | 15:00 UTC–5 |      | Rapport |           | Lima Publik: 40 000 Domare: Jorge Larrionda (Uruguay) | Lima Publik: 40 000 Domare: Jorge Larrionda (Uruguay) |
| 15:00 UTC–5 | 15:00 UTC–5 |      |         |           | Lima Publik: 40 000 Domare: Jorge Larrionda (Uruguay) | Lima Publik: 40 000 Domare: Jorge Larrionda (Uruguay) |
| 15:00 UTC–5 | 15:00 UTC–5 |      |         |           | Lima Publik: 40 000 Domare: Jorge Larrionda (Uruguay) | Lima Publik: 40 000 Domare: Jorge Larrionda (Uruguay) |

|             | 6 juni 2004 | Argentina | 0 – 0   | Paraguay | El Monumental                                                        |                                                                      |
| 15:00 UTC–3 | 15:00 UTC–3 |           | Rapport |          | Buenos Aires Publik: 37 000 Domare: Carlos Eugênio Simon (Brasilien) | Buenos Aires Publik: 37 000 Domare: Carlos Eugênio Simon (Brasilien) |
| 15:00 UTC–3 | 15:00 UTC–3 |           |         |          | Buenos Aires Publik: 37 000 Domare: Carlos Eugênio Simon (Brasilien) | Buenos Aires Publik: 37 000 Domare: Carlos Eugênio Simon (Brasilien) |
| 15:00 UTC–3 | 15:00 UTC–3 |           |         |          | Buenos Aires Publik: 37 000 Domare: Carlos Eugênio Simon (Brasilien) | Buenos Aires Publik: 37 000 Domare: Carlos Eugênio Simon (Brasilien) |

|             | 6 juni 2004 | Colombia                                             | 5 – 0   | Uruguay | Estadio Metropolitano Roberto Meléndez                        |                                                               |
| 17:10 UTC–5 | 17:10 UTC–5 | Pacheco 17′, 31′ Moreno 20′ Restrepo 81′ Herrera 86′ | Rapport |         | Barranquilla Publik: 7 000 Domare: Carlos Amarilla (Paraguay) | Barranquilla Publik: 7 000 Domare: Carlos Amarilla (Paraguay) |
| 17:10 UTC–5 | 17:10 UTC–5 |                                                      |         |         | Barranquilla Publik: 7 000 Domare: Carlos Amarilla (Paraguay) | Barranquilla Publik: 7 000 Domare: Carlos Amarilla (Paraguay) |
| 17:10 UTC–5 | 17:10 UTC–5 |                                                      |         |         | Barranquilla Publik: 7 000 Domare: Carlos Amarilla (Paraguay) | Barranquilla Publik: 7 000 Domare: Carlos Amarilla (Paraguay) |

|             | 6 juni 2004 | Chile            | 1 – 1   | Brasilien        | Estadio Nacional                                             |                                                              |
| 21:30 UTC–4 | 21:30 UTC–4 | Navia 89′ (str.) | Rapport | Luís Fabiano 16′ | Santiago Publik: 62 503 Domare: Horacio Elizondo (Argentina) | Santiago Publik: 62 503 Domare: Horacio Elizondo (Argentina) |
| 21:30 UTC–4 | 21:30 UTC–4 |                  |         |                  | Santiago Publik: 62 503 Domare: Horacio Elizondo (Argentina) | Santiago Publik: 62 503 Domare: Horacio Elizondo (Argentina) |
| 21:30 UTC–4 | 21:30 UTC–4 |                  |         |                  | Santiago Publik: 62 503 Domare: Horacio Elizondo (Argentina) | Santiago Publik: 62 503 Domare: Horacio Elizondo (Argentina) |

### Omgång 8
|             | 4 september 2004 | Peru     | 1 – 3   | Argentina                             | Estadio Monumental "U"                                       |                                                              |
| 19:00 UTC–5 | 19:00 UTC–5      | Soto 62′ | Rapport | Rosales 14′ Coloccini 66′ Sorín 90+2′ | Lima Publik: 28 000 Domare: Carlos Eugênio Simon (Brasilien) | Lima Publik: 28 000 Domare: Carlos Eugênio Simon (Brasilien) |
| 19:00 UTC–5 | 19:00 UTC–5      |          |         |                                       | Lima Publik: 28 000 Domare: Carlos Eugênio Simon (Brasilien) | Lima Publik: 28 000 Domare: Carlos Eugênio Simon (Brasilien) |
| 19:00 UTC–5 | 19:00 UTC–5      |          |         |                                       | Lima Publik: 28 000 Domare: Carlos Eugênio Simon (Brasilien) | Lima Publik: 28 000 Domare: Carlos Eugênio Simon (Brasilien) |

|             | 5 september 2004 | Uruguay   | 1 – 0   | Ecuador | Estadio Centenario                                        |                                                           |
| 15:15 UTC–3 | 15:15 UTC–3      | Bueno 57′ | Rapport |         | Montevideo Publik: 28 000 Domare: Gilberto Hidalgo (Peru) | Montevideo Publik: 28 000 Domare: Gilberto Hidalgo (Peru) |
| 15:15 UTC–3 | 15:15 UTC–3      |           |         |         | Montevideo Publik: 28 000 Domare: Gilberto Hidalgo (Peru) | Montevideo Publik: 28 000 Domare: Gilberto Hidalgo (Peru) |
| 15:15 UTC–3 | 15:15 UTC–3      |           |         |         | Montevideo Publik: 28 000 Domare: Gilberto Hidalgo (Peru) | Montevideo Publik: 28 000 Domare: Gilberto Hidalgo (Peru) |

|             | 5 september 2004 | Brasilien                                    | 3 – 1   | Bolivia       | Estádio do Morumbi                                           |                                                              |
| 17:10 UTC–3 | 17:10 UTC–3      | Ronaldo 1′ Ronaldinho 12′ (str.) Adriano 44′ | Rapport | Cristaldo 48′ | São Paulo Publik: 60 000 Domare: Héctor Baldassi (Argentina) | São Paulo Publik: 60 000 Domare: Héctor Baldassi (Argentina) |
| 17:10 UTC–3 | 17:10 UTC–3      |                                              |         |               | São Paulo Publik: 60 000 Domare: Héctor Baldassi (Argentina) | São Paulo Publik: 60 000 Domare: Héctor Baldassi (Argentina) |
| 17:10 UTC–3 | 17:10 UTC–3      |                                              |         |               | São Paulo Publik: 60 000 Domare: Héctor Baldassi (Argentina) | São Paulo Publik: 60 000 Domare: Héctor Baldassi (Argentina) |

|             | 5 september 2004 | Paraguay    | 1 – 0   | Venezuela | Estadio Defensores del Chaco                             |                                                          |
| 18:20 UTC–4 | 18:20 UTC–4      | Gamarra 52′ | Rapport |           | Asunción Publik: 30 000 Domare: Gustavo Méndez (Uruguay) | Asunción Publik: 30 000 Domare: Gustavo Méndez (Uruguay) |
| 18:20 UTC–4 | 18:20 UTC–4      |             |         |           | Asunción Publik: 30 000 Domare: Gustavo Méndez (Uruguay) | Asunción Publik: 30 000 Domare: Gustavo Méndez (Uruguay) |
| 18:20 UTC–4 | 18:20 UTC–4      |             |         |           | Asunción Publik: 30 000 Domare: Gustavo Méndez (Uruguay) | Asunción Publik: 30 000 Domare: Gustavo Méndez (Uruguay) |

|             | 5 september 2004 | Chile | 0 – 0   | Colombia | Estadio Nacional                                                     |                                                                      |
| 21:00 UTC–4 | 21:00 UTC–4      |       | Rapport |          | Santiago Publik: 62 523 Domare: Wilson de Souza Mendonça (Brasilien) | Santiago Publik: 62 523 Domare: Wilson de Souza Mendonça (Brasilien) |
| 21:00 UTC–4 | 21:00 UTC–4      |       |         |          | Santiago Publik: 62 523 Domare: Wilson de Souza Mendonça (Brasilien) | Santiago Publik: 62 523 Domare: Wilson de Souza Mendonça (Brasilien) |
| 21:00 UTC–4 | 21:00 UTC–4      |       |         |          | Santiago Publik: 62 523 Domare: Wilson de Souza Mendonça (Brasilien) | Santiago Publik: 62 523 Domare: Wilson de Souza Mendonça (Brasilien) |

### Omgång 9
|             | 9 oktober 2004 | Argentina                              | 4 – 2   | Uruguay                               | El Monumental                                                            |                                                                          |
| 15:00 UTC–3 | 15:00 UTC–3    | Lucho 6′ Figueroa 32′, 54′ Zanetti 44′ | Rapport | C. Rodríguez 63′ Chevantón 86′ (str.) | Buenos Aires Publik: 50 000 Domare: Wilson de Souza Mendonça (Brasilien) | Buenos Aires Publik: 50 000 Domare: Wilson de Souza Mendonça (Brasilien) |
| 15:00 UTC–3 | 15:00 UTC–3    |                                        |         |                                       | Buenos Aires Publik: 50 000 Domare: Wilson de Souza Mendonça (Brasilien) | Buenos Aires Publik: 50 000 Domare: Wilson de Souza Mendonça (Brasilien) |
| 15:00 UTC–3 | 15:00 UTC–3    |                                        |         |                                       | Buenos Aires Publik: 50 000 Domare: Wilson de Souza Mendonça (Brasilien) | Buenos Aires Publik: 50 000 Domare: Wilson de Souza Mendonça (Brasilien) |

|             | 9 oktober 2004 | Bolivia    | 1 – 0   | Peru | Estadio Hernando Siles                                   |                                                          |
| 16:00 UTC–4 | 16:00 UTC–4    | Botero 56′ | Rapport |      | La Paz Publik: 23 729 Domare: Mauricio Reinoso (Ecuador) | La Paz Publik: 23 729 Domare: Mauricio Reinoso (Ecuador) |
| 16:00 UTC–4 | 16:00 UTC–4    |            |         |      | La Paz Publik: 23 729 Domare: Mauricio Reinoso (Ecuador) | La Paz Publik: 23 729 Domare: Mauricio Reinoso (Ecuador) |
| 16:00 UTC–4 | 16:00 UTC–4    |            |         |      | La Paz Publik: 23 729 Domare: Mauricio Reinoso (Ecuador) | La Paz Publik: 23 729 Domare: Mauricio Reinoso (Ecuador) |

|             | 9 oktober 2004 | Colombia     | 1 – 1   | Paraguay    | Estadio Metropolitano Roberto Meléndez                           |                                                                  |
| 17:10 UTC–5 | 17:10 UTC–5    | Grisales 17′ | Rapport | Gavilán 77′ | Barranquilla Publik: 25 000 Domare: Horacio Elizondo (Argentina) | Barranquilla Publik: 25 000 Domare: Horacio Elizondo (Argentina) |
| 17:10 UTC–5 | 17:10 UTC–5    |              |         |             | Barranquilla Publik: 25 000 Domare: Horacio Elizondo (Argentina) | Barranquilla Publik: 25 000 Domare: Horacio Elizondo (Argentina) |
| 17:10 UTC–5 | 17:10 UTC–5    |              |         |             | Barranquilla Publik: 25 000 Domare: Horacio Elizondo (Argentina) | Barranquilla Publik: 25 000 Domare: Horacio Elizondo (Argentina) |

|             | 9 oktober 2004 | Venezuela      | 2 – 5   | Brasilien                                 | Estadio José Pachencho Romero                              |                                                            |
| 21:00 UTC–4 | 21:00 UTC–4    | Morán 79′, 90′ | Rapport | Kaká 5′, 34′ Ronaldo 48′, 50′ Adriano 75′ | Maracaibo Publik: 26 133 Domare: Carlos Chandía (Paraguay) | Maracaibo Publik: 26 133 Domare: Carlos Chandía (Paraguay) |
| 21:00 UTC–4 | 21:00 UTC–4    |                |         |                                           | Maracaibo Publik: 26 133 Domare: Carlos Chandía (Paraguay) | Maracaibo Publik: 26 133 Domare: Carlos Chandía (Paraguay) |
| 21:00 UTC–4 | 21:00 UTC–4    |                |         |                                           | Maracaibo Publik: 26 133 Domare: Carlos Chandía (Paraguay) | Maracaibo Publik: 26 133 Domare: Carlos Chandía (Paraguay) |

|             | 10 oktober 2004 | Ecuador                 | 2 – 0   | Chile | Estadio Olímpico Atahualpa                         |                                                    |
| 17:00 UTC–5 | 17:00 UTC–5     | Kaviedes 49′ Méndez 64′ | Rapport |       | Quito Publik: 27 956 Domare: René Ortubé (Bolivia) | Quito Publik: 27 956 Domare: René Ortubé (Bolivia) |
| 17:00 UTC–5 | 17:00 UTC–5     |                         |         |       | Quito Publik: 27 956 Domare: René Ortubé (Bolivia) | Quito Publik: 27 956 Domare: René Ortubé (Bolivia) |
| 17:00 UTC–5 | 17:00 UTC–5     |                         |         |       | Quito Publik: 27 956 Domare: René Ortubé (Bolivia) | Quito Publik: 27 956 Domare: René Ortubé (Bolivia) |

### Omgång 10
|             | 12 oktober 2004 | Bolivia | 0 – 0   | Uruguay | Estadio Hernando Siles                                              |                                                                     |
| 16:00 UTC–4 | 16:00 UTC–4     |         | Rapport |         | La Paz Publik: 24 349 Domare: Márcio Rezende de Freitas (Brasilien) | La Paz Publik: 24 349 Domare: Márcio Rezende de Freitas (Brasilien) |
| 16:00 UTC–4 | 16:00 UTC–4     |         |         |         | La Paz Publik: 24 349 Domare: Márcio Rezende de Freitas (Brasilien) | La Paz Publik: 24 349 Domare: Márcio Rezende de Freitas (Brasilien) |
| 16:00 UTC–4 | 16:00 UTC–4     |         |         |         | La Paz Publik: 24 349 Domare: Márcio Rezende de Freitas (Brasilien) | La Paz Publik: 24 349 Domare: Márcio Rezende de Freitas (Brasilien) |

|             | 13 oktober 2004 | Paraguay    | 1 – 1   | Peru       | Estadio Defensores del Chaco                          |                                                       |
| 17:00 UTC–4 | 17:00 UTC–4     | Paredes 13′ | Rapport | Solano 74′ | Asunción Publik: 30 000 Domare: Óscar Ruiz (Colombia) | Asunción Publik: 30 000 Domare: Óscar Ruiz (Colombia) |
| 17:00 UTC–4 | 17:00 UTC–4     |             |         |            | Asunción Publik: 30 000 Domare: Óscar Ruiz (Colombia) | Asunción Publik: 30 000 Domare: Óscar Ruiz (Colombia) |
| 17:00 UTC–4 | 17:00 UTC–4     |             |         |            | Asunción Publik: 30 000 Domare: Óscar Ruiz (Colombia) | Asunción Publik: 30 000 Domare: Óscar Ruiz (Colombia) |

|             | 13 oktober 2004 | Chile | 0 – 0   | Argentina | Estadio Nacional                                           |                                                            |
| 20:00 UTC–3 | 20:00 UTC–3     |       | Rapport |           | Santiago Publik: 57 671 Domare: Carlos Amarilla (Paraguay) | Santiago Publik: 57 671 Domare: Carlos Amarilla (Paraguay) |
| 20:00 UTC–3 | 20:00 UTC–3     |       |         |           | Santiago Publik: 57 671 Domare: Carlos Amarilla (Paraguay) | Santiago Publik: 57 671 Domare: Carlos Amarilla (Paraguay) |
| 20:00 UTC–3 | 20:00 UTC–3     |       |         |           | Santiago Publik: 57 671 Domare: Carlos Amarilla (Paraguay) | Santiago Publik: 57 671 Domare: Carlos Amarilla (Paraguay) |

|             | 13 oktober 2004 | Brasilien | 0 – 0   | Colombia | Estádio Rei Pelé                                        |                                                         |
| 21:50 UTC–3 | 21:50 UTC–3     |           | Rapport |          | Maceió Publik: 20 000 Domare: Jorge Larrionda (Uruguay) | Maceió Publik: 20 000 Domare: Jorge Larrionda (Uruguay) |
| 21:50 UTC–3 | 21:50 UTC–3     |           |         |          | Maceió Publik: 20 000 Domare: Jorge Larrionda (Uruguay) | Maceió Publik: 20 000 Domare: Jorge Larrionda (Uruguay) |
| 21:50 UTC–3 | 21:50 UTC–3     |           |         |          | Maceió Publik: 20 000 Domare: Jorge Larrionda (Uruguay) | Maceió Publik: 20 000 Domare: Jorge Larrionda (Uruguay) |

|             | 14 oktober 2004 | Venezuela                          | 3 – 1   | Ecuador             | Estadio Polideportivo de Pueblo Nuevo                     |                                                           |
| 19:00 UTC–4 | 19:00 UTC–4     | Urdaneta 20′ (str.) Morán 72′, 80′ | Rapport | M. Ayoví 41′ (str.) | San Cristóbal Publik: 13 800 Domare: Eduardo Lecca (Peru) | San Cristóbal Publik: 13 800 Domare: Eduardo Lecca (Peru) |
| 19:00 UTC–4 | 19:00 UTC–4     |                                    |         |                     | San Cristóbal Publik: 13 800 Domare: Eduardo Lecca (Peru) | San Cristóbal Publik: 13 800 Domare: Eduardo Lecca (Peru) |
| 19:00 UTC–4 | 19:00 UTC–4     |                                    |         |                     | San Cristóbal Publik: 13 800 Domare: Eduardo Lecca (Peru) | San Cristóbal Publik: 13 800 Domare: Eduardo Lecca (Peru) |

### Omgång 11
|             | 17 november 2004 | Ecuador    | 1 – 0   | Brasilien | Estadio Olímpico Atahualpa                         |                                                    |
| 16:00 UTC–5 | 16:00 UTC–5      | Méndez 77′ | Rapport |           | Quito Publik: 38 308 Domare: Óscar Ruiz (Colombia) | Quito Publik: 38 308 Domare: Óscar Ruiz (Colombia) |
| 16:00 UTC–5 | 16:00 UTC–5      |            |         |           | Quito Publik: 38 308 Domare: Óscar Ruiz (Colombia) | Quito Publik: 38 308 Domare: Óscar Ruiz (Colombia) |
| 16:00 UTC–5 | 16:00 UTC–5      |            |         |           | Quito Publik: 38 308 Domare: Óscar Ruiz (Colombia) | Quito Publik: 38 308 Domare: Óscar Ruiz (Colombia) |

|             | 17 november 2004 | Colombia  | 1 – 0   | Bolivia | Estadio Metropolitano Roberto Meléndez                       |                                                              |
| 18:00 UTC–5 | 18:00 UTC–5      | Yepes 18′ | Rapport |         | Barranquilla Publik: 25 000 Domare: Carlos Torres (Paraguay) | Barranquilla Publik: 25 000 Domare: Carlos Torres (Paraguay) |
| 18:00 UTC–5 | 18:00 UTC–5      |           |         |         | Barranquilla Publik: 25 000 Domare: Carlos Torres (Paraguay) | Barranquilla Publik: 25 000 Domare: Carlos Torres (Paraguay) |
| 18:00 UTC–5 | 18:00 UTC–5      |           |         |         | Barranquilla Publik: 25 000 Domare: Carlos Torres (Paraguay) | Barranquilla Publik: 25 000 Domare: Carlos Torres (Paraguay) |

|             | 17 november 2004 | Peru                    | 2 – 1   | Chile             | Estadio Nacional                                        |                                                         |
| 20:00 UTC–5 | 20:00 UTC–5      | Farfán 56′ Guerrero 85′ | Rapport | S. González 90+1′ | Lima Publik: 39 752 Domare: Héctor Baldassi (Argentina) | Lima Publik: 39 752 Domare: Héctor Baldassi (Argentina) |
| 20:00 UTC–5 | 20:00 UTC–5      |                         |         |                   | Lima Publik: 39 752 Domare: Héctor Baldassi (Argentina) | Lima Publik: 39 752 Domare: Héctor Baldassi (Argentina) |
| 20:00 UTC–5 | 20:00 UTC–5      |                         |         |                   | Lima Publik: 39 752 Domare: Héctor Baldassi (Argentina) | Lima Publik: 39 752 Domare: Héctor Baldassi (Argentina) |

|             | 17 november 2004 | Uruguay     | 1 – 0   | Paraguay | Estadio Centenario                                                 |                                                                    |
| 20:45 UTC–2 | 20:45 UTC–2      | Montero 78′ | Rapport |          | Montevideo Publik: 35 000 Domare: Carlos Eugênio Simon (Brasilien) | Montevideo Publik: 35 000 Domare: Carlos Eugênio Simon (Brasilien) |
| 20:45 UTC–2 | 20:45 UTC–2      |             |         |          | Montevideo Publik: 35 000 Domare: Carlos Eugênio Simon (Brasilien) | Montevideo Publik: 35 000 Domare: Carlos Eugênio Simon (Brasilien) |
| 20:45 UTC–2 | 20:45 UTC–2      |             |         |          | Montevideo Publik: 35 000 Domare: Carlos Eugênio Simon (Brasilien) | Montevideo Publik: 35 000 Domare: Carlos Eugênio Simon (Brasilien) |

|             | 17 november 2004 | Argentina                                | 3 – 2   | Venezuela            | El Monumental                                               |                                                             |
| 21:45 UTC–3 | 21:45 UTC–3      | Rey 3′ (sjm.) Riquelme 45+1′ Saviola 65′ | Rapport | Morán 31′ Vielma 72′ | Buenos Aires Publik: 30 000 Domare: Gilberto Hidalgo (Peru) | Buenos Aires Publik: 30 000 Domare: Gilberto Hidalgo (Peru) |
| 21:45 UTC–3 | 21:45 UTC–3      |                                          |         |                      | Buenos Aires Publik: 30 000 Domare: Gilberto Hidalgo (Peru) | Buenos Aires Publik: 30 000 Domare: Gilberto Hidalgo (Peru) |
| 21:45 UTC–3 | 21:45 UTC–3      |                                          |         |                      | Buenos Aires Publik: 30 000 Domare: Gilberto Hidalgo (Peru) | Buenos Aires Publik: 30 000 Domare: Gilberto Hidalgo (Peru) |

### Omgång 12
|             | 26 mars 2005 | Bolivia      | 1 – 2   | Argentina                 | Estadio Hernando Siles                                  |                                                         |
| 16:00 UTC–4 | 16:00 UTC–4  | Castillo 49′ | Rapport | Figueroa 57′ Galletti 63′ | La Paz Publik: 25 000 Domare: Jorge Larrionda (Uruguay) | La Paz Publik: 25 000 Domare: Jorge Larrionda (Uruguay) |
| 16:00 UTC–4 | 16:00 UTC–4  |              |         |                           | La Paz Publik: 25 000 Domare: Jorge Larrionda (Uruguay) | La Paz Publik: 25 000 Domare: Jorge Larrionda (Uruguay) |
| 16:00 UTC–4 | 16:00 UTC–4  |              |         |                           | La Paz Publik: 25 000 Domare: Jorge Larrionda (Uruguay) | La Paz Publik: 25 000 Domare: Jorge Larrionda (Uruguay) |

|             | 26 mars 2005 | Venezuela | 0 – 0   | Colombia | Estadio José Pachencho Romero                                     |                                                                   |
| 19:00 UTC–4 | 19:00 UTC–4  |           | Rapport |          | Maracaibo Publik: 18 000 Domare: Carlos Eugênio Simon (Brasilien) | Maracaibo Publik: 18 000 Domare: Carlos Eugênio Simon (Brasilien) |
| 19:00 UTC–4 | 19:00 UTC–4  |           |         |          | Maracaibo Publik: 18 000 Domare: Carlos Eugênio Simon (Brasilien) | Maracaibo Publik: 18 000 Domare: Carlos Eugênio Simon (Brasilien) |
| 19:00 UTC–4 | 19:00 UTC–4  |           |         |          | Maracaibo Publik: 18 000 Domare: Carlos Eugênio Simon (Brasilien) | Maracaibo Publik: 18 000 Domare: Carlos Eugênio Simon (Brasilien) |

|             | 26 mars 2005 | Chile         | 1 – 1   | Uruguay     | Estadio Nacional                                      |                                                       |
| 22:00 UTC–4 | 22:00 UTC–4  | Mirosević 47′ | Rapport | Regueiro 4′ | Santiago Publik: 55 000 Domare: Óscar Ruiz (Colombia) | Santiago Publik: 55 000 Domare: Óscar Ruiz (Colombia) |
| 22:00 UTC–4 | 22:00 UTC–4  |               |         |             | Santiago Publik: 55 000 Domare: Óscar Ruiz (Colombia) | Santiago Publik: 55 000 Domare: Óscar Ruiz (Colombia) |
| 22:00 UTC–4 | 22:00 UTC–4  |               |         |             | Santiago Publik: 55 000 Domare: Óscar Ruiz (Colombia) | Santiago Publik: 55 000 Domare: Óscar Ruiz (Colombia) |

|             | 27 mars 2005 | Brasilien | 1 – 0   | Peru | Estádio Serra Dourada                                     |                                                           |
| 16:00 UTC–3 | 16:00 UTC–3  | Kaká 74′  | Rapport |      | Goiânia Publik: 49 163 Domare: Carlos Amarilla (Paraguay) | Goiânia Publik: 49 163 Domare: Carlos Amarilla (Paraguay) |
| 16:00 UTC–3 | 16:00 UTC–3  |           |         |      | Goiânia Publik: 49 163 Domare: Carlos Amarilla (Paraguay) | Goiânia Publik: 49 163 Domare: Carlos Amarilla (Paraguay) |
| 16:00 UTC–3 | 16:00 UTC–3  |           |         |      | Goiânia Publik: 49 163 Domare: Carlos Amarilla (Paraguay) | Goiânia Publik: 49 163 Domare: Carlos Amarilla (Paraguay) |

|             | 27 mars 2005 | Ecuador                                                 | 5 – 2   | Paraguay                       | Estadio Olímpico Atahualpa                            |                                                       |
| 16:10 UTC–5 | 16:10 UTC–5  | Valencia 32′, 49′ Méndez 45+2′, 47′ M. Ayoví 77′ (str.) | Rapport | Cardozo 10′ (str.) Cabañas 14′ | Quito Publik: 32 449 Domare: Gustavo Méndez (Uruguay) | Quito Publik: 32 449 Domare: Gustavo Méndez (Uruguay) |
| 16:10 UTC–5 | 16:10 UTC–5  |                                                         |         |                                | Quito Publik: 32 449 Domare: Gustavo Méndez (Uruguay) | Quito Publik: 32 449 Domare: Gustavo Méndez (Uruguay) |
| 16:10 UTC–5 | 16:10 UTC–5  |                                                         |         |                                | Quito Publik: 32 449 Domare: Gustavo Méndez (Uruguay) | Quito Publik: 32 449 Domare: Gustavo Méndez (Uruguay) |

### Omgång 13
|       | 2005-03-29 | Bolivia                                 | 3 – 1   | Venezuela     | Estadio Hernando Siles                            |                                                   |
| 16:00 | 16:00      | Cichero 2′ (sjm.) Castillo 25′ Vaca 84′ | Rapport | Maldonado 71′ | La Paz Publik: 7 908 Domare: Eduardo Lecca (Peru) | La Paz Publik: 7 908 Domare: Eduardo Lecca (Peru) |
| 16:00 | 16:00      |                                         |         |               | La Paz Publik: 7 908 Domare: Eduardo Lecca (Peru) | La Paz Publik: 7 908 Domare: Eduardo Lecca (Peru) |
| 16:00 | 16:00      |                                         |         |               | La Paz Publik: 7 908 Domare: Eduardo Lecca (Peru) | La Paz Publik: 7 908 Domare: Eduardo Lecca (Peru) |

|       | 2005-03-30 | Paraguay                 | 2 – 1   | Chile       | Estadio Defensores del Chaco                                 |                                                              |
| 19:00 | 19:00      | Morínigo 37′ Cardozo 59′ | Rapport | Pinilla 72′ | Asunción Publik: 10 000 Domare: Horacio Elizondo (Argentina) | Asunción Publik: 10 000 Domare: Horacio Elizondo (Argentina) |
| 19:00 | 19:00      |                          |         |             | Asunción Publik: 10 000 Domare: Horacio Elizondo (Argentina) | Asunción Publik: 10 000 Domare: Horacio Elizondo (Argentina) |
| 19:00 | 19:00      |                          |         |             | Asunción Publik: 10 000 Domare: Horacio Elizondo (Argentina) | Asunción Publik: 10 000 Domare: Horacio Elizondo (Argentina) |

|       | 2005-03-30 | Argentina  | 1 – 0   | Colombia | El Monumental                                                  |                                                                |
| 20:00 | 20:00      | Crespo 65′ | Rapport |          | Buenos Aires Publik: 40 000 Domare: Carlos Amarilla (Paraguay) | Buenos Aires Publik: 40 000 Domare: Carlos Amarilla (Paraguay) |
| 20:00 | 20:00      |            |         |          | Buenos Aires Publik: 40 000 Domare: Carlos Amarilla (Paraguay) | Buenos Aires Publik: 40 000 Domare: Carlos Amarilla (Paraguay) |
| 20:00 | 20:00      |            |         |          | Buenos Aires Publik: 40 000 Domare: Carlos Amarilla (Paraguay) | Buenos Aires Publik: 40 000 Domare: Carlos Amarilla (Paraguay) |

|       | 2005-03-30 | Peru                   | 2 – 2   | Ecuador                    | Estadio Nacional                                      |                                                       |
| 20:00 | 20:00      | Guerrero 1′ Farfán 58′ | Rapport | de la Cruz 4′ Valencia 45′ | Lima Publik: 40 000 Domare: Carlos Chandía (Paraguay) | Lima Publik: 40 000 Domare: Carlos Chandía (Paraguay) |
| 20:00 | 20:00      |                        |         |                            | Lima Publik: 40 000 Domare: Carlos Chandía (Paraguay) | Lima Publik: 40 000 Domare: Carlos Chandía (Paraguay) |
| 20:00 | 20:00      |                        |         |                            | Lima Publik: 40 000 Domare: Carlos Chandía (Paraguay) | Lima Publik: 40 000 Domare: Carlos Chandía (Paraguay) |

|       | 2005-03-30 | Uruguay    | 1 – 1   | Brasilien   | Estadio Centenario                                            |                                                               |
| 21:30 | 21:30      | Forlán 48′ | Rapport | Emerson 67′ | Montevideo Publik: 60 000 Domare: Héctor Baldassi (Argentina) | Montevideo Publik: 60 000 Domare: Héctor Baldassi (Argentina) |
| 21:30 | 21:30      |            |         |             | Montevideo Publik: 60 000 Domare: Héctor Baldassi (Argentina) | Montevideo Publik: 60 000 Domare: Héctor Baldassi (Argentina) |
| 21:30 | 21:30      |            |         |             | Montevideo Publik: 60 000 Domare: Héctor Baldassi (Argentina) | Montevideo Publik: 60 000 Domare: Héctor Baldassi (Argentina) |

### Omgång 14
|       | 2005-06-04 | Colombia                                             | 5 – 0   | Peru | Estadio Metropolitano                                        |                                                              |
| 15:00 | 15:00      | Rey 29′ Soto 55′ Ángel 58′ Restrepo 75′ E. Perea 78′ | Rapport |      | Barranquilla Publik: 15 000 Domare: Carlos Torres (Paraguay) | Barranquilla Publik: 15 000 Domare: Carlos Torres (Paraguay) |
| 15:00 | 15:00      |                                                      |         |      | Barranquilla Publik: 15 000 Domare: Carlos Torres (Paraguay) | Barranquilla Publik: 15 000 Domare: Carlos Torres (Paraguay) |
| 15:00 | 15:00      |                                                      |         |      | Barranquilla Publik: 15 000 Domare: Carlos Torres (Paraguay) | Barranquilla Publik: 15 000 Domare: Carlos Torres (Paraguay) |

|       | 2005-06-04 | Ecuador              | 2 – 0   | Argentina | Estadio Olímpico Atahualpa                           |                                                      |
| 16:00 | 16:00      | Lara 53′ Delgado 89′ | Rapport |           | Quito Publik: 37 583 Domare: Rubén Selman (Paraguay) | Quito Publik: 37 583 Domare: Rubén Selman (Paraguay) |
| 16:00 | 16:00      |                      |         |           | Quito Publik: 37 583 Domare: Rubén Selman (Paraguay) | Quito Publik: 37 583 Domare: Rubén Selman (Paraguay) |
| 16:00 | 16:00      |                      |         |           | Quito Publik: 37 583 Domare: Rubén Selman (Paraguay) | Quito Publik: 37 583 Domare: Rubén Selman (Paraguay) |

|       | 2005-06-04 | Venezuela     | 1 – 1   | Uruguay   | Estadio José Pachencho Romero                                 |                                                               |
| 19:00 | 19:00      | Maldonado 74′ | Rapport | Forlán 2′ | Maracaibo Publik: 12 504 Domare: Gabriel Brazenas (Argentina) | Maracaibo Publik: 12 504 Domare: Gabriel Brazenas (Argentina) |
| 19:00 | 19:00      |               |         |           | Maracaibo Publik: 12 504 Domare: Gabriel Brazenas (Argentina) | Maracaibo Publik: 12 504 Domare: Gabriel Brazenas (Argentina) |
| 19:00 | 19:00      |               |         |           | Maracaibo Publik: 12 504 Domare: Gabriel Brazenas (Argentina) | Maracaibo Publik: 12 504 Domare: Gabriel Brazenas (Argentina) |

|  | 2005-06-04 | Chile                     | 3 – 1   | Bolivia             | Estadio Nacional de Chile                                             |                                                                       |
|  |            | Fuentes 8′, 34′ Salas 66′ | Rapport | Castillo 83′ (str.) | Santiago Publik: 46 729 Domare: Márcio Rezende de Freitas (Brasilien) | Santiago Publik: 46 729 Domare: Márcio Rezende de Freitas (Brasilien) |
|  |            |                           |         |                     | Santiago Publik: 46 729 Domare: Márcio Rezende de Freitas (Brasilien) | Santiago Publik: 46 729 Domare: Márcio Rezende de Freitas (Brasilien) |
|  |            |                           |         |                     | Santiago Publik: 46 729 Domare: Márcio Rezende de Freitas (Brasilien) | Santiago Publik: 46 729 Domare: Márcio Rezende de Freitas (Brasilien) |

|       | 2005-06-05 | Brasilien                                                    | 4 – 1   | Paraguay       | Estádio Beira-Rio                                            |                                                              |
| 16:00 | 16:00      | Ronaldinho 32′ (str.), 41′ (str.) Zé Roberto 70′ Robinho 82′ | Rapport | Santa Cruz 72′ | Porto Alegre Publik: 45 000 Domare: Martín Vázquez (Uruguay) | Porto Alegre Publik: 45 000 Domare: Martín Vázquez (Uruguay) |
| 16:00 | 16:00      |                                                              |         |                | Porto Alegre Publik: 45 000 Domare: Martín Vázquez (Uruguay) | Porto Alegre Publik: 45 000 Domare: Martín Vázquez (Uruguay) |
| 16:00 | 16:00      |                                                              |         |                | Porto Alegre Publik: 45 000 Domare: Martín Vázquez (Uruguay) | Porto Alegre Publik: 45 000 Domare: Martín Vázquez (Uruguay) |

### Omgång 15
|       | 2005-06-07 | Peru | 0 – 0   | Uruguay | Estadio Nacional                                        |                                                         |
| 20:00 | 20:00      |      | Rapport |         | Lima Publik: 31 515 Domare: Héctor Baldassi (Argentina) | Lima Publik: 31 515 Domare: Héctor Baldassi (Argentina) |
| 20:00 | 20:00      |      |         |         | Lima Publik: 31 515 Domare: Héctor Baldassi (Argentina) | Lima Publik: 31 515 Domare: Héctor Baldassi (Argentina) |
| 20:00 | 20:00      |      |         |         | Lima Publik: 31 515 Domare: Héctor Baldassi (Argentina) | Lima Publik: 31 515 Domare: Héctor Baldassi (Argentina) |

|       | 2005-06-08 | Colombia                  | 3 – 0   | Ecuador | Estadio Metropolitano                                                |                                                                      |
| 15:00 | 15:00      | Moreno 5′, 9′ Arzuaga 70′ | Rapport |         | Barranquilla Publik: 20 402 Domare: Carlos Eugênio Simon (Brasilien) | Barranquilla Publik: 20 402 Domare: Carlos Eugênio Simon (Brasilien) |
| 15:00 | 15:00      |                           |         |         | Barranquilla Publik: 20 402 Domare: Carlos Eugênio Simon (Brasilien) | Barranquilla Publik: 20 402 Domare: Carlos Eugênio Simon (Brasilien) |
| 15:00 | 15:00      |                           |         |         | Barranquilla Publik: 20 402 Domare: Carlos Eugênio Simon (Brasilien) | Barranquilla Publik: 20 402 Domare: Carlos Eugênio Simon (Brasilien) |

|       | 2005-06-08 | Chile            | 2 – 1   | Venezuela | Estadio Nacional de Chile                                |                                                          |
| 19:00 | 19:00      | Jiménez 31′, 60′ | Rapport | Morán 82′ | Santiago Publik: 35 506 Domare: Carlos Torres (Paraguay) | Santiago Publik: 35 506 Domare: Carlos Torres (Paraguay) |
| 19:00 | 19:00      |                  |         |           | Santiago Publik: 35 506 Domare: Carlos Torres (Paraguay) | Santiago Publik: 35 506 Domare: Carlos Torres (Paraguay) |
| 19:00 | 19:00      |                  |         |           | Santiago Publik: 35 506 Domare: Carlos Torres (Paraguay) | Santiago Publik: 35 506 Domare: Carlos Torres (Paraguay) |

|       | 2005-06-08 | Paraguay                                           | 4 – 1   | Bolivia     | Estadio Defensores del Chaco                             |                                                          |
| 19:15 | 19:15      | Gamarra 17′ Santa Cruz 45+1′ Cáceres 54′ Núñez 68′ | Rapport | Galindo 30′ | Asunción Publik: 5 534 Domare: Gustavo Brand (Venezuela) | Asunción Publik: 5 534 Domare: Gustavo Brand (Venezuela) |
| 19:15 | 19:15      |                                                    |         |             | Asunción Publik: 5 534 Domare: Gustavo Brand (Venezuela) | Asunción Publik: 5 534 Domare: Gustavo Brand (Venezuela) |
| 19:15 | 19:15      |                                                    |         |             | Asunción Publik: 5 534 Domare: Gustavo Brand (Venezuela) | Asunción Publik: 5 534 Domare: Gustavo Brand (Venezuela) |

|       | 2005-06-08 | Argentina                   | 3 – 1   | Brasilien          | El Monumental                                                |                                                              |
| 21:45 | 21:45      | Crespo 3′, 40′ Riquelme 18′ | Rapport | Roberto Carlos 71′ | Buenos Aires Publik: 49 497 Domare: Gustavo Méndez (Uruguay) | Buenos Aires Publik: 49 497 Domare: Gustavo Méndez (Uruguay) |
| 21:45 | 21:45      |                             |         |                    | Buenos Aires Publik: 49 497 Domare: Gustavo Méndez (Uruguay) | Buenos Aires Publik: 49 497 Domare: Gustavo Méndez (Uruguay) |
| 21:45 | 21:45      |                             |         |                    | Buenos Aires Publik: 49 497 Domare: Gustavo Méndez (Uruguay) | Buenos Aires Publik: 49 497 Domare: Gustavo Méndez (Uruguay) |

### Omgång 16
|       | 2005-09-03 | Bolivia  | 1 – 2   | Ecuador         | Estadio Hernando Siles                                   |                                                          |
| 15:00 | 15:00      | Vaca 41′ | Rapport | Delgado 8′, 49′ | La Paz Publik: 8 434 Domare: Héctor Baldassi (Argentina) | La Paz Publik: 8 434 Domare: Héctor Baldassi (Argentina) |
| 15:00 | 15:00      |          |         |                 | La Paz Publik: 8 434 Domare: Héctor Baldassi (Argentina) | La Paz Publik: 8 434 Domare: Héctor Baldassi (Argentina) |
| 15:00 | 15:00      |          |         |                 | La Paz Publik: 8 434 Domare: Héctor Baldassi (Argentina) | La Paz Publik: 8 434 Domare: Héctor Baldassi (Argentina) |

|       | 2005-09-03 | Paraguay       | 1 – 0   | Argentina | Estadio Defensores del Chaco                                     |                                                                  |
| 17:00 | 17:00      | Santa Cruz 14′ | Rapport |           | Asunción Publik: 32 000 Domare: Carlos Eugênio Simon (Brasilien) | Asunción Publik: 32 000 Domare: Carlos Eugênio Simon (Brasilien) |
| 17:00 | 17:00      |                |         |           | Asunción Publik: 32 000 Domare: Carlos Eugênio Simon (Brasilien) | Asunción Publik: 32 000 Domare: Carlos Eugênio Simon (Brasilien) |
| 17:00 | 17:00      |                |         |           | Asunción Publik: 32 000 Domare: Carlos Eugênio Simon (Brasilien) | Asunción Publik: 32 000 Domare: Carlos Eugênio Simon (Brasilien) |

|       | 2005-09-03 | Venezuela                                   | 4 – 1   | Peru       | Estadio José Pachencho Romero                                         |                                                                       |
| 19:00 | 19:00      | Maldonado 17′ Arango 68′ Torrealba 73′, 79′ | Rapport | Farfán 63′ | Maracaibo Publik: 6 000 Domare: Márcio Rezende de Freitas (Brasilien) | Maracaibo Publik: 6 000 Domare: Márcio Rezende de Freitas (Brasilien) |
| 19:00 | 19:00      |                                             |         |            | Maracaibo Publik: 6 000 Domare: Márcio Rezende de Freitas (Brasilien) | Maracaibo Publik: 6 000 Domare: Márcio Rezende de Freitas (Brasilien) |
| 19:00 | 19:00      |                                             |         |            | Maracaibo Publik: 6 000 Domare: Márcio Rezende de Freitas (Brasilien) | Maracaibo Publik: 6 000 Domare: Márcio Rezende de Freitas (Brasilien) |

|       | 2005-09-04 | Brasilien                                    | 5 – 0   | Chile | Estádio Mané Garrincha                                     |                                                            |
| 16:00 | 16:00      | Juan 11′ Robinho 21′ Adriano 27′, 29′, 90+2′ | Rapport |       | Brasília Publik: 39 000 Domare: Carlos Amarilla (Paraguay) | Brasília Publik: 39 000 Domare: Carlos Amarilla (Paraguay) |
| 16:00 | 16:00      |                                              |         |       | Brasília Publik: 39 000 Domare: Carlos Amarilla (Paraguay) | Brasília Publik: 39 000 Domare: Carlos Amarilla (Paraguay) |
| 16:00 | 16:00      |                                              |         |       | Brasília Publik: 39 000 Domare: Carlos Amarilla (Paraguay) | Brasília Publik: 39 000 Domare: Carlos Amarilla (Paraguay) |

|       | 2005-09-04 | Uruguay                | 3 – 2   | Colombia           | Estadio Centenario                                             |                                                                |
| 18:20 | 18:20      | Zalayeta 42′, 51′, 86′ | Rapport | Soto 79′ Ángel 82′ | Montevideo Publik: 60 000 Domare: Horacio Elizondo (Argentina) | Montevideo Publik: 60 000 Domare: Horacio Elizondo (Argentina) |
| 18:20 | 18:20      |                        |         |                    | Montevideo Publik: 60 000 Domare: Horacio Elizondo (Argentina) | Montevideo Publik: 60 000 Domare: Horacio Elizondo (Argentina) |
| 18:20 | 18:20      |                        |         |                    | Montevideo Publik: 60 000 Domare: Horacio Elizondo (Argentina) | Montevideo Publik: 60 000 Domare: Horacio Elizondo (Argentina) |

### Omgång 17
|       | 2005-10-08 | Ecuador | 0 – 0   | Uruguay | Estadio Olímpico Atahualpa                                         |                                                                    |
| 16:00 | 16:00      |         | Rapport |         | Quito Publik: 37 270 Domare: Márcio Rezende de Freitas (Brasilien) | Quito Publik: 37 270 Domare: Márcio Rezende de Freitas (Brasilien) |
| 16:00 | 16:00      |         |         |         | Quito Publik: 37 270 Domare: Márcio Rezende de Freitas (Brasilien) | Quito Publik: 37 270 Domare: Márcio Rezende de Freitas (Brasilien) |
| 16:00 | 16:00      |         |         |         | Quito Publik: 37 270 Domare: Márcio Rezende de Freitas (Brasilien) | Quito Publik: 37 270 Domare: Márcio Rezende de Freitas (Brasilien) |

|       | 2005-10-08 | Colombia | 1 – 1   | Chile     | Estadio Metropolitano                                           |                                                                 |
| 16:00 | 16:00      | Rey 24′  | Rapport | Rojas 64′ | Barranquilla Publik: 22 380 Domare: Wilson de Souza (Brasilien) | Barranquilla Publik: 22 380 Domare: Wilson de Souza (Brasilien) |
| 16:00 | 16:00      |          |         |           | Barranquilla Publik: 22 380 Domare: Wilson de Souza (Brasilien) | Barranquilla Publik: 22 380 Domare: Wilson de Souza (Brasilien) |
| 16:00 | 16:00      |          |         |           | Barranquilla Publik: 22 380 Domare: Wilson de Souza (Brasilien) | Barranquilla Publik: 22 380 Domare: Wilson de Souza (Brasilien) |

|       | 2005-10-08 | Venezuela | 0 – 1   | Paraguay         | Estadio José Pachencho Romero                                 |                                                               |
| 17:00 | 17:00      |           | Rapport | Haedo Valdez 64′ | Maracaibo Publik: 13 272 Domare: Horacio Elizondo (Argentina) | Maracaibo Publik: 13 272 Domare: Horacio Elizondo (Argentina) |
| 17:00 | 17:00      |           |         |                  | Maracaibo Publik: 13 272 Domare: Horacio Elizondo (Argentina) | Maracaibo Publik: 13 272 Domare: Horacio Elizondo (Argentina) |
| 17:00 | 17:00      |           |         |                  | Maracaibo Publik: 13 272 Domare: Horacio Elizondo (Argentina) | Maracaibo Publik: 13 272 Domare: Horacio Elizondo (Argentina) |

|       | 2005-10-09 | Bolivia      | 1 – 1   | Brasilien   | Estadio Hernando Siles                                  |                                                         |
| 16:00 | 16:00      | Castillo 49′ | Rapport | Juninho 25′ | La Paz Publik: 22 725 Domare: Jorge Larrionda (Uruguay) | La Paz Publik: 22 725 Domare: Jorge Larrionda (Uruguay) |
| 16:00 | 16:00      |              |         |             | La Paz Publik: 22 725 Domare: Jorge Larrionda (Uruguay) | La Paz Publik: 22 725 Domare: Jorge Larrionda (Uruguay) |
| 16:00 | 16:00      |              |         |             | La Paz Publik: 22 725 Domare: Jorge Larrionda (Uruguay) | La Paz Publik: 22 725 Domare: Jorge Larrionda (Uruguay) |

|       | 2005-10-09 | Argentina                                | 2 – 0   | Peru | El Monumental                                                |                                                              |
| 19:10 | 19:10      | Riquelme 81′ (str.) Guadalupe 90′ (sjm.) | Rapport |      | Buenos Aires Publik: 36 977 Domare: Carlos Torres (Paraguay) | Buenos Aires Publik: 36 977 Domare: Carlos Torres (Paraguay) |
| 19:10 | 19:10      |                                          |         |      | Buenos Aires Publik: 36 977 Domare: Carlos Torres (Paraguay) | Buenos Aires Publik: 36 977 Domare: Carlos Torres (Paraguay) |
| 19:10 | 19:10      |                                          |         |      | Buenos Aires Publik: 36 977 Domare: Carlos Torres (Paraguay) | Buenos Aires Publik: 36 977 Domare: Carlos Torres (Paraguay) |

### Omgång 18
|       | 2005-10-12 | Peru                                      | 4 – 1   | Bolivia       | Estadio Jorge Basadre                                   |                                                         |
| 20:00 | 20:00      | Vassallo 11′ Acasiete 38′ Farfán 45′, 82′ | Rapport | Gutiérrez 66′ | Tacna Publik: 14 774 Domare: Oscar Sequeira (Argentina) | Tacna Publik: 14 774 Domare: Oscar Sequeira (Argentina) |
| 20:00 | 20:00      |                                           |         |               | Tacna Publik: 14 774 Domare: Oscar Sequeira (Argentina) | Tacna Publik: 14 774 Domare: Oscar Sequeira (Argentina) |
| 20:00 | 20:00      |                                           |         |               | Tacna Publik: 14 774 Domare: Oscar Sequeira (Argentina) | Tacna Publik: 14 774 Domare: Oscar Sequeira (Argentina) |

|       | 2005-10-12 | Paraguay | 0 – 1   | Colombia | Estadio Defensores del Chaco                                          |                                                                       |
| 20:30 | 20:30      |          | Rapport | Rey 7′   | Asunción Publik: 12 374 Domare: Márcio Rezende de Freitas (Brasilien) | Asunción Publik: 12 374 Domare: Márcio Rezende de Freitas (Brasilien) |
| 20:30 | 20:30      |          |         |          | Asunción Publik: 12 374 Domare: Márcio Rezende de Freitas (Brasilien) | Asunción Publik: 12 374 Domare: Márcio Rezende de Freitas (Brasilien) |
| 20:30 | 20:30      |          |         |          | Asunción Publik: 12 374 Domare: Márcio Rezende de Freitas (Brasilien) | Asunción Publik: 12 374 Domare: Márcio Rezende de Freitas (Brasilien) |

|       | 2005-10-12 | Brasilien                                  | 3 – 0   | Venezuela | Mangueirão                                               |                                                          |
| 21:30 | 21:30      | Adriano 28′ Ronaldo 51′ Roberto Carlos 61′ | Rapport |           | Belém Publik: 47 000 Domare: Héctor Baldassi (Argentina) | Belém Publik: 47 000 Domare: Héctor Baldassi (Argentina) |
| 21:30 | 21:30      |                                            |         |           | Belém Publik: 47 000 Domare: Héctor Baldassi (Argentina) | Belém Publik: 47 000 Domare: Héctor Baldassi (Argentina) |
| 21:30 | 21:30      |                                            |         |           | Belém Publik: 47 000 Domare: Héctor Baldassi (Argentina) | Belém Publik: 47 000 Domare: Héctor Baldassi (Argentina) |

|       | 2005-10-12 | Chile | 0 – 0   | Ecuador | Estadio Nacional de Chile                                    |                                                              |
| 21:30 | 21:30      |       | Rapport |         | Santiago Publik: 49 530 Domare: Horacio Elizondo (Argentina) | Santiago Publik: 49 530 Domare: Horacio Elizondo (Argentina) |
| 21:30 | 21:30      |       |         |         | Santiago Publik: 49 530 Domare: Horacio Elizondo (Argentina) | Santiago Publik: 49 530 Domare: Horacio Elizondo (Argentina) |
| 21:30 | 21:30      |       |         |         | Santiago Publik: 49 530 Domare: Horacio Elizondo (Argentina) | Santiago Publik: 49 530 Domare: Horacio Elizondo (Argentina) |

|       | 2005-10-12 | Uruguay    | 1 – 0   | Argentina | Estadio Centenario                                            |                                                               |
| 22:30 | 22:30      | Recoba 46′ | Rapport |           | Montevideo Publik: 55 000 Domare: Wilson de Souza (Brasilien) | Montevideo Publik: 55 000 Domare: Wilson de Souza (Brasilien) |
| 22:30 | 22:30      |            |         |           | Montevideo Publik: 55 000 Domare: Wilson de Souza (Brasilien) | Montevideo Publik: 55 000 Domare: Wilson de Souza (Brasilien) |
| 22:30 | 22:30      |            |         |           | Montevideo Publik: 55 000 Domare: Wilson de Souza (Brasilien) | Montevideo Publik: 55 000 Domare: Wilson de Souza (Brasilien) |